# 17.ª etapa de la Vuelta a España 2019
La 17.ª etapa de la Vuelta a España 2019 tuvo lugar el 11 de septiembre de 2019 entre Aranda de Duero y Guadalajara sobre un recorrido de 219,6 km y fue ganada por el belga Philippe Gilbert del Deceuninck-Quick Step. El esloveno Primož Roglič consiguió mantener el maillot rojo.

## Clasificación de la etapa
| \| Clasificación de la etapa \| Clasificación de la etapa \| Clasificación de la etapa \| Clasificación de la etapa \| Clasificación de la etapa \| \| Ciclista \| Ciclista \| Equipo \| Tiempo \| \| \| ------------------------- \| ------------------------- \| ------------------------- \| ------------------------- \| ------------------------- \| \| 1.º \| Philippe Gilbert \| Deceuninck-Quick Step \| 4 h 20 min 15 s \| \| \| 2.º \| Sam Bennett \| Bora-Hansgrohe \| + 2 s \| \| \| 3.º \| Rémi Cavagna \| Deceuninck-Quick Step \| + 2 s \| \| \| 4.º \| Dylan Teuns \| Bahrain-Merida \| + 2 s \| \| \| 5.º \| Wilco Kelderman \| Team Sunweb \| + 2 s \| \| \| 6.º \| Jonas Koch \| CCC Team \| + 2 s \| \| \| 7.º \| Lawson Craddock \| EF Education First \| + 2 s \| \| \| 8.º \| Tim Declercq \| Deceuninck-Quick Step \| + 2 s \| \| \| 9.º \| Silvan Dillier \| AG2R La Mondiale \| + 2 s \| \| \| 10.º \| James Knox \| Deceuninck-Quick Step \| + 6 s \| \| |                  |                       |                 |
| |                  |                       |                 |
| Fuente: ProCyclingStats |                  |                       |                 |
| Clasificación de la etapa |                  |                       |                 |
| Ciclista | Ciclista         | Equipo                | Tiempo          |
| 1.º | Philippe Gilbert | Deceuninck-Quick Step | 4 h 20 min 15 s |
| 2.º | Sam Bennett      | Bora-Hansgrohe        | + 2 s           |
| 3.º | Rémi Cavagna     | Deceuninck-Quick Step | + 2 s           |
| 4.º | Dylan Teuns      | Bahrain-Merida        | + 2 s           |
| 5.º | Wilco Kelderman  | Team Sunweb           | + 2 s           |
| 6.º | Jonas Koch       | CCC Team              | + 2 s           |
| 7.º | Lawson Craddock  | EF Education First    | + 2 s           |
| 8.º | Tim Declercq     | Deceuninck-Quick Step | + 2 s           |
| 9.º | Silvan Dillier   | AG2R La Mondiale      | + 2 s           |
| 10.º | James Knox       | Deceuninck-Quick Step | + 6 s           |

## Clasificaciones al final de la etapa

### Clasificación general
| \| Clasificación general \| Clasificación general \| Clasificación general \| Clasificación general \| Clasificación general \| \| Ciclista \| Ciclista \| Equipo \| Tiempo \| \| \| --------------------- \| --------------------- \| --------------------- \| --------------------- \| --------------------- \| \| 1.º \| Primož Roglič \| Team Jumbo-Visma \| 66 h 43 min 36 s \| \| \| 2.º \| Nairo Quintana \| Movistar Team \| + 2 min 24 s \| \| \| 3.º \| Alejandro Valverde \| Movistar Team \| + 2 min 48 s \| \| \| 4.º \| Tadej Pogačar \| UAE Team Emirates \| + 3 min 42 s \| \| \| 5.º \| Miguel Ángel López \| Astana \| + 3 min 59 s \| \| \| 6.º \| Wilco Kelderman \| Team Sunweb \| + 5 min 05 s \| \| \| 7.º \| Rafał Majka \| Bora-Hansgrohe \| + 7 min 40 s \| \| \| 8.º \| James Knox \| Deceuninck-Quick Step \| + 8 min 03 s \| \| \| 9.º \| Carl Fredrik Hagen \| Lotto-Soudal \| + 10 min 43 s \| \| \| 10.º \| Dylan Teuns \| Bahrain-Merida \| + 12 min 21 s \| \| |                    |                       |                  |
| |                    |                       |                  |
| Fuente: ProCyclingStats |                    |                       |                  |
| Clasificación general |                    |                       |                  |
| Ciclista | Ciclista           | Equipo                | Tiempo           |
| 1.º | Primož Roglič      | Team Jumbo-Visma      | 66 h 43 min 36 s |
| 2.º | Nairo Quintana     | Movistar Team         | + 2 min 24 s     |
| 3.º | Alejandro Valverde | Movistar Team         | + 2 min 48 s     |
| 4.º | Tadej Pogačar      | UAE Team Emirates     | + 3 min 42 s     |
| 5.º | Miguel Ángel López | Astana                | + 3 min 59 s     |
| 6.º | Wilco Kelderman    | Team Sunweb           | + 5 min 05 s     |
| 7.º | Rafał Majka        | Bora-Hansgrohe        | + 7 min 40 s     |
| 8.º | James Knox         | Deceuninck-Quick Step | + 8 min 03 s     |
| 9.º | Carl Fredrik Hagen | Lotto-Soudal          | + 10 min 43 s    |
| 10.º | Dylan Teuns        | Bahrain-Merida        | + 12 min 21 s    |

### Clasificación por puntos
| Clasificación por puntos | Clasificación por puntos | Clasificación por puntos | Clasificación por puntos | Clasificación por puntos |
| Ciclista                 | Ciclista                 | Equipo                   | Puntos                   |                          |
| ------------------------ | ------------------------ | ------------------------ | ------------------------ | ------------------------ |
| 1.º                      | Primož Roglič            | Team Jumbo-Visma         | 117 pts                  |                          |
| 2.º                      | Sam Bennett              | Bora-Hansgrohe           | 94 pts                   |                          |
| 3.º                      | Tadej Pogačar            | UAE Team Emirates        | 92 pts                   |                          |
| 4.º                      | Nairo Quintana           | Movistar Team            | 84 pts                   |                          |
| 5.º                      | Alejandro Valverde       | Movistar Team            | 82 pts                   |                          |
| 6.º                      | Philippe Gilbert         | Deceuninck-Quick Step    | 59 pts                   |                          |
| 7.º                      | Miguel Ángel López       | Astana                   | 52 pts                   |                          |
| 8.º                      | Alex Aranburu            | Caja Rural-Seguros RGA   | 52 pts                   |                          |
| 9.º                      | Dylan Teuns              | Bahrain-Merida           | 51 pts                   |                          |
| 10.º                     | Lawson Craddock          | EF Education First       | 48 pts                   |                          |

### Clasificación de la montaña
| Clasificación de la montaña | Clasificación de la montaña | Clasificación de la montaña   | Clasificación de la montaña | Clasificación de la montaña |
| Ciclista                    | Ciclista                    | Equipo                        | Puntos                      |                             |
| --------------------------- | --------------------------- | ----------------------------- | --------------------------- | --------------------------- |
| 1.º                         | Geoffrey Bouchard           | AG2R La Mondiale              | 50 pts                      |                             |
| 2.º                         | Ángel Madrazo               | Burgos-BH                     | 44 pts                      |                             |
| 3.º                         | Tao Geoghegan Hart          | Team Ineos                    | 29 pts                      |                             |
| 4.º                         | Tadej Pogačar               | UAE Team Emirates             | 25 pts                      |                             |
| 5.º                         | Jakob Fuglsang              | Astana                        | 24 pts                      |                             |
| 6.º                         | Alejandro Valverde          | Movistar Team                 | 22 pts                      |                             |
| 7.º                         | Mikel Bizkarra              | Euskadi Basque Country-Murias | 22 pts                      |                             |
| 8.º                         | Sergio Luis Henao           | UAE Team Emirates             | 21 pts                      |                             |
| 9.º                         | Sergio Samitier             | Euskadi Basque Country-Murias | 20 pts                      |                             |
| 10.º                        | Primož Roglič               | Team Jumbo-Visma              | 20 pts                      |                             |

### Clasificación de los jóvenes
| Clasificación del mejor joven | Clasificación del mejor joven | Clasificación del mejor joven | Clasificación del mejor joven | Clasificación del mejor joven |
| Ciclista                      | Ciclista                      | Equipo                        | Tiempo                        |                               |
| ----------------------------- | ----------------------------- | ----------------------------- | ----------------------------- | ----------------------------- |
| 1.º                           | Tadej Pogačar                 | UAE Team Emirates             | 66 h 47 min 18 s              |                               |
| 2.º                           | Miguel Ángel López            | Astana                        | + 27 s                        |                               |
| 3.º                           | James Knox                    | Deceuninck-Quick Step         | + 4 min 21 s                  |                               |
| 4.º                           | Sergio Higuita                | EF Education First            | + 28 min 49 s                 |                               |
| 5.º                           | Ruben Guerreiro               | Katusha-Alpecin               | + 31 min 51 s                 |                               |
| 6.º                           | Amanuel Ghebreigzabhier       | Dimension Data                | + 34 min 24 s                 |                               |
| 7.º                           | Kilian Frankiny               | Groupama-FDJ                  | + 39 min 02 s                 |                               |
| 8.º                           | Tao Geoghegan Hart            | Team Ineos                    | + 55 min 03 s                 |                               |
| 9.º                           | Sepp Kuss                     | Team Jumbo-Visma              | + 55 min 26 s                 |                               |
| 10.º                          | Ben O'Connor                  | Dimension Data                | + 56 min 40 s                 |                               |

### Clasificación por equipos
| Clasificación por equipos | Clasificación por equipos     | Clasificación por equipos | Clasificación por equipos |
| Equipo                    | Equipo                        | Tiempo                    |                           |
| ------------------------- | ----------------------------- | ------------------------- | ------------------------- |
| 1.º                       | Movistar Team                 | 199 h 08 min 40 s         |                           |
| 2.º                       | Astana                        | + 32 min 14 s             |                           |
| 3.º                       | Team Jumbo-Visma              | + 1 h 28 min 59 s         |                           |
| 4.º                       | Mitchelton-Scott              | + 1 h 53 min 45 s         |                           |
| 5.º                       | AG2R La Mondiale              | + 2 h 22 min 50 s         |                           |
| 6.º                       | Dimension Data                | + 2 h 36 min 02 s         |                           |
| 7.º                       | Team Sunweb                   | + 2 h 40 min 35 s         |                           |
| 8.º                       | Euskadi Basque Country-Murias | + 2 h 45 min 59 s         |                           |
| 9.º                       | Deceuninck-Quick Step         | + 2 h 56 min 42 s         |                           |
| 10.º                      | Bahrain-Merida                | + 3 h 01 min 18 s         |                           |

## Abandonos
- Jesús Herrada, enfermo, no tomó la salida.[2]